# Kronholmen
Kronholmen este o arie protejată (arie specială de conservare — SAC, sit de importanță comunitară — SCI, arie de protecție specială avifaunistică — SPA) din Suedia întinsă pe o suprafață de 6,1 ha, integral pe uscat.

## Localizare
Centrul sitului Kronholmen este situat la coordonatele 57°27′03″N 18°07′45″E / 57.4509°N 18.1291°E.

## Înființare
Situl Kronholmen a fost declarat sit de importanță comunitară în aprilie 2004 pentru a proteja 1 specie de plante și 5 specii de animale. Alte tipuri de protecție:
- arie de protecție specială avifaunistică (în aprilie 2004)[2]
- arie specială de conservare (în martie 2011)[1][3][4]

## Biodiversitate
Situată în ecoregiunile boreală și marină baltică, aria protejată conține 2 habitate naturale: Litoraluri nisipoase din Baltica boreală cu vegetație perenă, Pășuni de coastă din Baltica boreală.
La baza desemnării sitului se află mai multe specii protejate:
- plante (1): Corydalis gotlandica
- păsări (5): Branta leucopsis, ciocântors (Recurvirostra avosetta), chiră mică (Sterna albifrons), chiră de baltă (Sterna hirundo), Sterna paradisaea